# Villa Agnedo
Villa Agnedo (Vila e Gné in dialetto trentino) è stato un comune italiano di 955 abitanti della provincia di Trento. Era un comune sparso composto dagli abitati di Agnedo (sede comunale), paese sito ai piedi del Monte Lefre, e di Villa. I due paesi sono separati dal torrente Chieppena.
A partire dal 1º gennaio 2016 si è fuso con i comuni di Strigno e Spera per formare il nuovo comune di Castel Ivano.

## Storia

### Simboli
Lo stemma e il gonfalone del comune erano stati approvati con D.P.G.R. n. 1222 del 3 febbraio 1989.
Stemma
Gonfalone

## Monumenti e luoghi d'interesse

### Architetture religiose
- Chiesa della Madonna della Mercede

## Società

### Evoluzione demografica
Abitanti censiti

## Amministrazione
| Periodo | Periodo | Primo cittadino | Partito      | Carica  | Note |
| ------- | ------- | --------------- | ------------ | ------- | ---- |
| 2010    | 2015    | Mario Sandri    | Lista civica | Sindaco |      |